# День борьбы с английской интервенцией (Иран)
День борьбы с английской интервенцией (перс. روز مبارزه با استعمار انگلیسی) — иранская памятная дата, отмечающаяся 3 сентября (12 шахривара по иранскому календарю).

## История
День борьбы с английской интервенцией проходит 3 сентября в память о дне смерти Раиса Али Дельвари, погибшего во время боев с британскими кавалеристами. Этот день принято считать концом интервенции Великобритании на юге Ирана. Раис Али Дельвари подготовил вооруженное восстание против англичан, вылившееся в самоотверженную вооруженную борьбу с британскими солдатами.

## Предпосылки
В 1915 году, несмотря на то, что Иран официально не участвовал в Первой мировой войне, британские солдаты высадились в городе-порту Бушире и быстро захватили его. Это было сделано с целью недопущения захвата юга Ирана силами Германской Империи, создания преграды немецкой армии к стратегически важным запасам полезных ископаемых Ирана и юга Аравийского полуострова, а также выхода в Индийский океан.

## Восстание
С самого начала Первой Мировой Войны Раис Али Дельвари был занят подготовкой к восстанию против англичан. 12 июля 1915 года повстанцами была предпринята попытка атаковать британскую резиденцию в Бушире, однако их войска были отброшены. 8 августа 1915 года британское правительство прислало дополнительные силы в виде 500 кавалеристов для усиления своих позиций в городе.
14 сентября 1915 года британское правительство отстранило губернатора Шираза и провинции Фарс Мохбера-аль-Салтану и назначило на его место нового губернатора Хабиболлу Кавам-аль-Молька. Однако уже в декабре нового губернатора изгнал из Шираза пронемецки настроенный офицер жандармерии. Через пять дней город подвергся атаке британского флота, а 3 сентября в ходе ожесточенных боев между повстанцами и британскими кавалеристами Раис Али Дельвари был убит. Впоследствии англичане использовали пробритански настроенные группы населения для возврата контроля над утерянными территориями, что им с успехом удалось. Тем не менее, через несколько дней британский вице-консул был убит лидером одного из племен.

## Память
Для того, чтобы увековечить это восстание и особо отметить выдающийся вклад Раиса Али Дельвари в независимость Ирана, министерство культуры и исламской ориентации приняло решение утвердить день памяти повстанцев в день смерти их лидера — 3 сентября. Впоследствии в списке праздников и дней памяти Ирана День борьбы с английской интервенцией был закреплен за этой датой. 